# Attentato dell'HaSharon del 2001
L'attentato dell'HaSharon del 2001 fu un attentato suicida avvenuto il 18 maggio 2001 al centro commerciale HaSharon a Netanya, in Israele. Sei persone furono uccise durante l'attacco.
Hamas rivendicò la responsabilità per l'attacco.

## L'attacco
Venerdì 18 maggio 2001 alle 11:30 locali, un attentatore suicida palestinese che indossava una lunga giacca blu che nascondeva esplosivi attaccati al suo corpo si avvicinò al popolare centro commerciale HaSharon nel centro di Netanya. Fu avvicinato dalla guardia di sicurezza del centro commerciale, che gli impedì di entrare nel centro commerciale; l'attentatore subito fece esplodere gli esplosivi all'ingresso del centro commerciale, uccidendo sette persone compreso  se stesso e ferendone più di 50.

### Vittime[2]
- Tirza Polonsky, 67 anni, di Kfar Haim;
- Vladislav Sorokin, 34 anni, di Netanya;
- Yulia Tratiakova, 21 anni, di Netanya;
- Miriam Waxman, 51 anni, di Hadera;
- David Yarkoni, 53 anni, di Netanya.

## Conseguenze
A seguito dell'attacco jet da combattimento israeliani attaccarono il quartier generale delle forze di sicurezza palestinesi in Cisgiordania, uccidendo 12 persone. L'attacco segna il primo utilizzo di aerei da guerra israeliani contro i palestinesi in Cisgiordania e Gaza dalla guerra del 1967.